# Адам Хорват
Адам Хорват (угор. Horváth Ádám, 14 липня 1981) – угорський шахіст, гросмейстер від 2002 року.

## Шахова кар'єра
У 1993—2001 роках багато разів грав за збірну Угорщини на чемпіонатах світу i Європи серед юніорів у різних вікових категоріях, найвищого успіху досягнув 2000 року в Авілесі, де здобув звання чемпіона Європи до 20 років. Також був багаторазовим медалістом чемпіонатів країни серед юнаків, в тому числі срібним (1995, до 14 років), золотим (1996, до 16 років) а також бронзовим (1997, до 16 років).
2006 року виступив за національну збірну на 37-й шаховій олімпіаді в Турині, на якій угорські шахісти посіли 5-те місце. 2007 року здобув у Будапешті звання віце-чемпіона країни, у фіналі турніру, який проходив за нокаут-системою, поступився Ференцу Берекешу.
Досягнув низки успіхів у міжнародних турнірах, в тому числі:
- посів 2-ге місце в Кесегу (1997, позаду Артура Когана),
- поділив 1-ше місце в Пакші (1998, з Дмитром Бунцманом),
- поділив 2-ге місце в Гронінген (1999, після Альберта Бокроша, разом з в тому числі Давидом Наварою, Андрієм Волокітіним i Захаром Єфименком),
- поділив 1-ше місце в Сентготхарді (2001, з Гампі Конеру),
- поділив 2-ге місце в Будапешті (2001, турнір First Saturday FS02 GM, позаду Хейккі Калліо, разом з Алексом Шерцером),
- поділив 1-ше місце в Залакароші (2002, з Аттілою Гроспетером i Йожефом Хорватом),
- посів 2-ге місце в Балатонлелі (2002, після Петера Ача),
- поділив 1-ше місце в Кондомі (2003, з Логманом Гулієвим, Йожефом Пінтером i Альбертом Бокрошем),
- посів 1-ше місце в Гаркані (2003),
- посів 1-ше місце в Балатонлелі (2004),
- поділив 1-ше місце в Давосі (2004, з Меттью Тернером i Олександром Черняєвим),
- поділив 1-ше місце в Гаркані (2004, з Левенте Вайдою i Аттілою Чебе),
- поділив 2-ге місце в Брюматі (2004, після Золтана Варги, разом з в тому числі Мілко Попчевим i Станіславом Савченком),
- поділив 1-ше місце в Балаґе (2005, з Володимиром Бакланом, Олександром Делчевим i Сергієм Загребельним),
- посів 1-ше місце в Балатонлелі (2007, позаду Ласло Гонди),
- поділив 1-ше місце в Меці (2009, з Фрісо Нейбуром i Намігом Гулієвим).

Найвищий рейтинг Ело дотепер мав станом на 1 квітня 2005 року, досягнувши 2555 пунктів посідав тоді 9-те місце серед угорських шахістів.

## Зміни рейтингу
| На цьому місці має відображатися графік чи діаграма, однак з технічних причин його відображення наразі вимкнено. Будь ласка, не видаляйте код, який викликає це повідомлення. Розробники вже працюють для того, щоби відновити штатне функціонування цього графіка або діаграми. | |
| | На цьому місці має відображатися графік чи діаграма, однак з технічних причин його відображення наразі вимкнено. Будь ласка, не видаляйте код, який викликає це повідомлення. Розробники вже працюють для того, щоби відновити штатне функціонування цього графіка або діаграми. |